# Svenska hundrakronorssedeln
Den svenska hundrakronorssedeln, även kallad hundralappen, är en sedel med värdet 100 svenska kronor. Sedeln har förekommit i flera varianter genom åren. Nuvarande hundrakronorssedel har Greta Garbo som motiv. Den är 133 x 66 millimeter stor.

## Generationer

### Sittande Svea (tryckår 1898–1963)
Den version som trycktes under nittonhundratalets första hälft var nästan kvadratisk (140 mm x 121 mm) och hade Moder Svea på framsidan och Gustav Vasa på baksidan.

### Gustav II Adolf (tryckår 1965–1985)
Den version som trycktes under perioden 1965-1985 var betydligt mer avlång (140 mm x 82 mm) och föreställde Gustav II Adolf. På baksidan figurerade ett motiv från regalskeppet Vasa som hade bärgats fyra år innan sedeln först gick i tryck.

### Carl von Linné (tryckår 1986–2014[3])
Huvudmotivet på 100-kronorssedeln är en bild av Carl von Linné. Bakom Linné finns det en skiss av Linnéträdgården i Uppsala och teckningar av pollinerande växter hämtade från Linnés verk från 1729. På sedeln kan man även se Linnés valspråk "OMNIA MIRARI ETIAM TRITISSIMA" (Förundra dig över allt, även det mest alldagliga) i mycket liten textgrad. Det finns även ett folieband med en tredimensionell bild på som visar valören och tre kronor.
Vid en ansiktslyftning år 2001 fick sedeln några förbättrade säkerhetsdetaljer.
Sedeln var giltig till och med 30 juni 2017.

### Minnessedel (tryckår 2005)
Med anledning av Tumba pappersbruk 250-årsjubileum gav Sveriges riksbank 2005 ut en minnessedel med valören 100 kronor. Sedeln finns en upplaga på 100 000 stycken.

### Greta Garbo (tryckår 2016–)
Den 3 oktober 2016 introducerades den senaste hundrakronorssedeln i Sverige. Motivet på sedelns framsida är Greta Garbo och baksidan visar motiv från Stockholm.